# Kinechma
Kinechma (en russe : Кинешма) est une ville de l'oblast d'Ivanovo, en Russie, et le centre administratif du raïon de Kinechma (Kinechemski). C'est la deuxième ville de l'oblast d'Ivanovo. Elle avait une population de 86 067 habitants en 2014 et de 77 694 habitants en 2021.

## Géographie
Kinechma s'étend sur 15 km, sur la rive de droite de la Volga, face à Zavoljsk. Elle est située à 85 km au nord-est d'Ivanovo et à 334 km au nord-est de Moscou.

## Histoire
Kinechma est citée pour la première fois en 1429 comme un posad. Aux XVIe et XVIIe siècles, l'agglomération est un centre de pêche important qui fournit les esturgeons de la table du tsar. En 1608, Kinechma est ravagée à deux reprises par les Polonais.
Depuis le XVIIIe siècle, l'industrie principale de la ville est l'industrie textile. Mais la prospérité de Kinechma a fortement décliné depuis la perestroïka, comme pour les autres centres textiles de Russie.

## Population
Recensements (*) ou estimations de la population
| 1856  | 1897* | 1926*  | 1939*  | 1959*  | 1970*  |
| ----- | ----- | ------ | ------ | ------ | ------ |
| 2 100 | 7 575 | 22 345 | 75 165 | 87 214 | 95 603 |

| 1979*   | 1989*   | 2002*  | 2010*  | 2013   | 2014   |
| ------- | ------- | ------ | ------ | ------ | ------ |
| 101 326 | 105 037 | 95 233 | 88 164 | 88 742 | 86 067 |

| 2017   | 2019   | 2021   | - | - | - |
| ------ | ------ | ------ | - | - | - |
| 83 871 | 81 986 | 77 694 | - | - | - |

## Patrimoine
Le principal monument de la ville est la cathédrale de la Trinité construite entre 1838 et 1845 dans le style néoclassique. Il existe également plusieurs églises du XVIIIe siècle.

## Personnalités
Sergueï Kliouguine (1974-), champion olympique de saut en hauteur en 2000.